# Čudnić
Čudnić är ett vattendrag i Bosnien och Hercegovina.   Det ligger i entiteten Republika Srpska, i den centrala delen av landet, 90 km nordväst om huvudstaden Sarajevo.
I omgivningarna runt Čudnić växer i huvudsak blandskog. Runt Čudnić är det ganska tätbefolkat, med 86 invånare per kvadratkilometer.